# Apache OpenOffice Impress
Apache OpenOffice Impress, in precedenza OpenOffice.org Impress, è un software libero per la creazione di presentazioni informatiche multimediali; fa parte della suite Apache OpenOffice.
Impress assolve le stesse funzioni del diretto concorrente, Microsoft PowerPoint, ed è inoltre capace di esportare presentazioni in file ODP, formato riconosciuto dagli standard ISO e di creare file PDF da esse. Il programma è in grado di leggere numerosi formati, incluso il formato .ppt di PowerPoint e il formato .pptx di Office 2007 e 2010.
Così come la suite di cui fa parte può essere utilizzato su sistemi operativi differenti come GNU/Linux, Microsoft Windows, macOS, Sun Solaris e BSD.